# Список птахів Еритреї
Це перелік видів птахів, зафіксованих на території Ефіопії. Авіфауна Еритреї налічує загалом 566 вид, з яких 2 види є ендемічними. 2 види є рідкісними або випадковими.

## Позначки
Наступні теги використані для виділення деяких категорій птахів.
- (А) Випадковий — вид, який рідко або випадково трапляється в Еритреї
- (Е) Ендемічий — вид, який є ендеміком Еритреї

## Страусоподібні(Struthioniformes)
Родина: Страусові (Struthionidae)
- Страус африканський, Struthio camelus

## Пірникозоподібні(Podicipediformes)
Родина: Пірникозові (Podicipedidae)
- Пірникоза мала, Tachybaptus ruficollis

## Буревісникоподібні(Procellariiformes)
Родина: Буревісникові (Procellariidae)
- Буревісник каріамуріанський, Puffinus persicus

## Фаетоноподібні(Phaethontiformes)
Родина: Фаетонові (Phaethontidae)
- Фаетон червонодзьобий, Phaethon aethereus

## Сулоподібні(Suliformes)
Родина: Сулові (Sulidae)
- Сула жовтодзьоба, Sula dactylatra
- Сула червононога, Sula sula
- Сула білочерева, Sula leucogaster'

Родина: Бакланові (Phalacrocoracidae)
- Баклан великий, Phalacrocorax carbo
- Баклан перський, Phalacrocorax nigrogularis
- Баклан африканський, Microcarbo africanus

Родина: Змієшийкові (Anhingidae)
- Змієшийка африканська, Anhinga rufa

Родина: Фрегатові (Fregatidae)
- Фрегат-арієль, Fregata ariel

## Пеліканоподібні(Pelecaniformes)
Родина: Пеліканові (Pelecanidae)
- Пелікан рожевий, Pelecanus onocrotalus
- Пелікан африканський, Pelecanus rufescens

Родина: Чаплеві (Ardeidae)
- Чапля сіра, Ardea cinerea
- Чапля чорноголова, Ardea melanocephala
- Чапля-велетень, Ardea goliath
- Чапля руда, Ardea purpurea
- Чепура велика, Ardea alba
- Чепура середня, Ardea intermedia
- Чапля рифова, Egretta gularis
- Чепура мала, Egretta garzetta
- Чапля жовта, Ardeola ralloides
- Чапля єгипетська, Bubulcus ibis
- Чапля мангрова, Butorides striata
- Квак звичайний, Nycticorax nycticorax
- Квак білобокий, Gorsachius leuconotus
- Бугай водяний, Botaurus stellaris
- Бугайчик звичайний, Ixobrychus minutus

Родина: Молотоголовові (Scopidae)
- Молотоголов, Scopus umbretta

Родина: Ібісові (Threskiornithidae)
- Ібіс священний, Threskiornis aethiopicus
- Ібіс-лисоголов марокканський, Geronticus eremita
- Гагедаш, Bostrychia hagedash
- Ібіс рябокрилий, Bostrychia carunculata
- Коровайка бура, Plegadis falcinellus
- Косар білий, Platalea leucorodia
- Косар африканський, Platalea alba

## Лелекоподібні(Ciconiiformes)
Родина: Лелекові (Ciconiidae)
- Лелека-тантал африканський, Mycteria ibis
- Лелека-молюскоїд африканський, Anastomus lamelligerus
- Лелека чорний, Ciconia nigra
- Лелека африканський, Ciconia abdimii
- Лелека тропічний, Ciconia microscelis
- Лелека білий, Ciconia ciconia
- Ябіру сенегальський, Ephippiorhynchus senegalensis
- Марабу африканський, Leptoptilos crumenifer

## Фламінгоподібні(Phoenicopteriformes)
Родина: Фламінгові (Phoenicopteridae)
- Фламінго рожевий, Phoenicopterus roseus
- Фламінго малий, Phoeniconaias minor

## Гусеподібні(Anseriformes)
Родина: Качкові (Anatidae)
- Свистач рудий, Dendrocygna bicolor
- Свистач білоголовий, Dendrocygna viduata
- Каргарка нільська, Alopochen aegyptiacus
- Огар рудий, Tadorna ferruginea
- Качка шишкодзьоба, Sarkidiornis melanotos
- Свищ євразійський, Mareca penelope
- Нерозень, Mareca strepera
- Чирянка мала, Anas crecca
- Крижень звичайний, Anas platyrhynchos
- Крижень жовтодзьобий, Anas undulata
- Шилохвіст північний, Anas acuta
- Шилохвіст червонодзьобий, Anas erythrorhyncha
- Чирянка жовтощока, Spatula hottentota
- Чирянка велика, Spatula querquedula
- Широконіска північна, Spatula clypeata
- Чернь червоноока, Netta erythrophthalma
- Попелюх звичайний, Aythya ferina
- Чернь білоока, Aythya nyroca
- Чернь чубата, Aythya fuligula

## Яструбоподібні(Accipitriformes)
Родина: Скопові (Pandionidae)
- Скопа, Pandion haliaetus

Родина: Яструбові (Accipitridae)
- Шуліка чорноплечий, Elanus caeruleus
- Шуліка вилохвостий, Chelictinia riocourii (A)
- Осоїд євразійський, Pernis apivorus
- Шуліка чорний, Milvus migrans
- Стерв'ятник бурий, Necrosyrtes monachus
- Ягнятник, Gypaetus barbatus
- Стерв'ятник, Neophron percnopterus
- Gyps africanus(інші мови)
- Сип плямистий, Gyps rueppelli
- Сип білоголовий, Gyps fulvus
- Гриф африканський, Torgos tracheliotos
- Гриф білоголовий, Trigonoceps occipitalis
- Змієїд блакитноногий, Circaetus gallicus
- Circaetus pectoralis(інші мови)' (A)
- Circaetus cinereus(інші мови)
- Terathopius ecaudatus(інші мови)
- Лунь очеретяний, Circus aeruginosus
- Лунь степовий, Circus macrourus
- Лунь лучний, Circus pygargus
- Polyboroides typus(інші мови)
- Яструб-крикун темний, Melierax metabates
- Габар, Micronisus gabar
- Яструб чорний, Accipiter melanoleucus
- Яструб ангольський, Accipiter tachiro
- Яструб туркестанський, Accipiter badius
- Яструб коротконогий, Accipiter brevipes (A)
- Яструб савановий, Accipiter minullus (A)
- Яструб малий, Accipiter nisus
- Яструб кенійський, Accipiter rufiventris
- Канюк африканський, Butastur rufipennis
- Канюк звичайний, Buteo buteo
- Канюк степовий, Buteo rufinus
- Buteo augur(інші мови)
- Підорлик малий, Clanga pomarina (A)
- Підорлик великий, Clanga clanga
- Орлан-крикун, Haliaeetus vocifer
- Орел рудий, Aquila rapax
- Орел степовий, Aquila nipalensis
- Могильник східний, Aquila heliaca (A)
- Орел кафрський, Aquila verreauxii
- Орел-карлик яструбиний, Aquila fasciata (A)
- Aquila spilogaster(інші мови)
- Орел білоголовий, Hieraaetus wahlbergi
- Орел-карлик, Hieraaetus pennatus
- Орел-боєць, Polemaetus bellicosus
- Орел довгочубий, Lophaetus occipitalis

Родина: Секретарові (Sagittariidae)
- Птах-секретар, Sagittarius serpentarius

## Соколоподібні(Falconiformes)
Родина: Соколові (Falconidae)
- Боривітер степовий, Falco naumanni
- Боривітер звичайний, Falco tinnunculus
- Боривітер великий Falco rupicoloides
- Боривітер рудий, Falco alopex
- Боривітер сірий, Falco ardosiaceus
- Підсоколик Елеонори, Falco eleonorae
- Підсоколик сірий, Falco concolor
- Підсоколик великий, Falco subbuteo
- Ланер, Falco biarmicus
- Балабан, Falco cherrug
- Falco pelegrinoides(інші мови)
- Сапсан, Falco peregrinus

## Куроподібні(Galliformes)
Родина: Фазанові (Phasianidae)
- Турач південний, Scleroptila gutturalis
- Турач савановий, Pternistis clappertoni
- Турач жовтогорлий, Pternistis leucoscepus
- Турач суданський, Pternistis erckelii
- Перепілка звичайна, Coturnix coturnix
- Перепілка-арлекін, Coturnix delegorguei

Родина: Токрові (Odontophoridae)
- Куріпка скельна, Ptilopachus petrosus

Родина: Цесаркові (Numididae)
- Цесарка рогата, Numida meleagris

## Журавлеподібні(Gruiformes)
Родина: Журавлеві (Gruidae)
- Журавель степовий, Anthropoides virgo
- Журавель сірий, Grus grus

Родина: Пастушкові (Rallidae)
- Деркач лучний, Crex crex
- Пастушок ефіопський, Rougetius rougetii
- Погонич малий, Zapornia parva
- Погонич звичайний, Porzana porzana
- Султанка африканська, Porphyrio alleni
- Курочка мала, Paragallinula angulata
- Курочка водяна, Gallinula chloropus
- Лиска африканська, Fulica cristata

## Дрохвоподібні(Otidiformes)
Родина: Дрохвові (Otididae)
- Дрохва аравійська, Ardeotis arabs
- Дрохва кафрська, Neotis denhami
- Дрохва ефіопська, Neotis heuglinii
- Корхаан білочеревий, Eupodotis senegalensis
- Дрохва чорночерева, Lissotis melanogaster

## Сивкоподібні(Charadriiformes)
Родина: Триперсткові (Turnicidae)
- Триперстка африканська, Turnix sylvaticus

Родина: Мальованцеві (Rostratulidae)
- Мальованець афро-азійський, Rostratula benghalensis

Родина: Крабоїдові (Dromadidae)
- Крабоїд, Dromas ardeola

Родина: Куликосорокові (Haematopodidae)
- Кулик-сорока євразійський, Haematopus ostralegus

Родина: Чоботарові (Recurvirostridae)
- Кулик-довгоніг чорнокрилий, Himantopus himantopus
- Чоботар синьоногий, Recurvirostra avosetta

Родина: Лежневі (Burhinidae)
- Лежень степовий, Burhinus oedicnemus
- Лежень річковий, Burhinus senegalensis
- Лежень плямистий, Burhinus capensis

Родина: Pluvianidae
- Бігунець єгипетський, Pluvianus aegyptius

Родина: Дерихвостові (Glareolidae)
- Бігунець пустельний, Cursorius cursor
- Бігунець малий, Cursorius temminckii
- Бігунець смугастоволий, Smutsornis africanus
- Бігунець червононогий, Rhinoptilus chalcopterus
- Дерихвіст лучний, Glareola pratincola

Родина: Сивкові (Charadriidae)
- Чайка шпорова, Vanellus spinosus
- Чайка чорночуба, Vanellus tectus
- Чайка чорнокрила, Vanellus melanopterus
- Чайка сенегальська, Vanellus senegallus
- Чайка степова, Vanellus gregarius (можливо знищений)
- Чайка білохвоста, Vanellus leucurus (A)
- Сивка бурокрила, Pluvialis fulva
- Сивка морська, Pluvialis squatarola
- Пісочник великий, Charadrius hiaticula
- Пісочник малий, Charadrius dubius
- Пісочник-пастух, Charadrius pecuarius (A)
- Пісочник білобровий, Charadrius tricollaris
- Пісочник морський, Charadrius alexandrinus
- Пісочник монгольський, Charadrius mongolus
- Пісочник товстодзьобий, Charadrius leschenaultii
- Пісочник каспійський, Charadrius asiaticus
- Пісочник білолобий, Charadrius marginatus (A)

Родина: Баранцеві (Scolopacidae)
- Баранець африканський, Gallinago nigripennis
- Баранець звичайний, Gallinago gallinago
- Грицик великий, Limosa limosa
- Грицик малий, Limosa lapponica
- Кульон середній, Numenius phaeopus
- Кульон великий, Numenius arquata
- Коловодник чорний, Tringa erythropus
- Коловодник звичайний, Tringa totanus
- Коловодник ставковий, Tringa stagnatilis
- Коловодник великий, Tringa nebularia
- Коловодник лісовий, Tringa ochropus
- Коловодник болотяний, Tringa glareola
- Мородунка, Xenus cinereus
- Набережник палеарктичний, Actitis hypoleucos
- Крем'яшник звичайний, Arenaria interpres
- Побережник білий, Calidris alba
- Побережник малий, Calidris minuta
- Побережник білохвостий, Calidris temminckii
- Побережник червоногрудий, Calidris ferruginea
- Побережник чорногрудий, Calidris alpina
- Побережник болотяний, Calidris falcinellus
- Брижач, Calidris pugnax
- Плавунець круглодзьобий, Phalaropus lobatus

Родина: Поморникові (Stercorariidae)
- Поморник великий, Stercorarius skua
- Поморник середній, Stercorarius pomarinus
- Поморник короткохвостий, Stercorarius parasiticus

Родина: Мартинові (Laridae)
- Мартин червономорський, Ichthyaetus leucophthalmus
- Мартин каспійський, Ichthyaetus ichthyaetus
- Мартин аденський, Ichthyaetus hemprichii
- Мартин звичайний, Chroicocephalus ridibundus
- Мартин тонкодзьобий, Chroicocephalus genei
- Мартин морський, Larus marinus
- Мартин сріблястий, Larus argentatus
- Мартин чорнокрилий, Larus fuscus
- Мартин жовтоногий, Larus cachinnans
- Мартин севанський, Larus armenicus
- Крячок чорнодзьобий, Gelochelidon nilotica
- Крячок каспійський, Hydroprogne caspia
- Крячок бенгальський, Thalasseus bengalensis
- Крячок рябодзьобий, Thalasseus sandvicensis
- Крячок жовтодзьобий, Thalasseus bergii
- Крячок рожевий, Sterna dougallii
- Крячок річковий, Sterna hirundo
- Крячок аравійський, Sterna repressa
- Крячок малий, Sternula albifrons
- Крячок мекранський, Sternula saundersi
- Крячок бурокрилий, Onychoprion anaethetus
- Крячок білощокий, Chlidonias hybrida
- Крячок білокрилий, Chlidonias leucopterus
- Крячок чорний, Chlidonias niger
- Крячок бурий, Anous stolidus
- Водоріз африканський, Rynchops flavirostris

## Рябкоподібні(Pterocliformes)
Родина: Рябкові (Pteroclidae)
- Рябок пустельний, Pterocles exustus
- Рябок сенегальський, Pterocles senegallus
- Рябок жовтогорлий, Pterocles gutturalis
- Рябок абісинський, Pterocles lichtensteinii
- Рябок суданський, Pterocles quadricinctus

## Голубоподібні(Columbiformes)
Родина: Голубові (Columbidae)
- Голуб сизий, Columba livia
- Голуб цяткований, Columba guinea
- Columba albitorques
- Голуб білощокий, Columba larvata
- Горлиця звичайна, Streptopelia turtur
- Streptopelia lugens(інші мови)
- Streptopelia roseogrisea(інші мови)
- Streptopelia decipiens(інші мови)
- Streptopelia semitorquata(інші мови)
- Streptopelia capicola(інші мови)
- Streptopelia vinacea(інші мови)
- Горлиця мала, Streptopelia senegalensis
- Горлиця абісинська, Turtur abyssinicus
- Горлиця рожевочерева, Turtur afer
- Горлиця капська, Oena capensis
- Вінаго жовточеревий, Treron waalia

## Папугоподібні(Psittaciformes)
Родина: Psittaculidae
- Папуга Крамера, Psittacula krameri
- Нерозлучник чорнокрилий, Agapornis taranta (E)

Родина: Папугові (Psittacidae)
- Папуга-довгокрил жовтоплечий, Poicephalus meyeri

## Туракоподібні(Musophagiformes)
Родина: Туракові (Musophagidae)
- Турако сірокрилий, Tauraco leucotis
- Галасник руандійський, Crinifer zonurus

## Зозулеподібні(Cuculiformes)
Родина: Зозулеві (Cuculidae)
- Зозуля строката, Clamator jacobinus
- Зозуля африканська, Clamator levaillantii
- Зозуля чубата, Clamator glandarius
- Зозуля чорна, Cuculus clamosus
- Зозуля звичайна, Cuculus canorus
- Зозуля саванова, Cuculus gularis
- Дідрик білочеревий, Chrysococcyx klaas
- Дідрик жовтогрудий, Chrysococcyx cupreus
- Дідрик білощокий, Chrysococcyx caprius
- Коукал ефіопський, Centropus monachus
- Коукал сенегальський, Centropus senegalensis
- Коукал білобровий, Centropus superciliosus

## Совоподібні(Strigiformes)
Родина: Сипухові (Tytonidae)
- Сипуха крапчаста, Tyto alba

Родина: Совові (Strigidae)
- Сплюшка африканська, Otus senegalensis
- Сплюшка євразійська, Otus scops
- Сплюшка сіра, Ptilopsis leucotis
- Пугач пустельний, Bubo ascalaphus
- Пугач капський, Bubo capensis
- Пугач африканський, Bubo africanus
- Bubo cinerascens
- Пугач блідий, Bubo lacteus
- Сова-лісовик африканська, Strix woodfordii
- Сичик-горобець савановий, Glaucidium perlatum
- Сич хатній, Athene noctua
- Сова ефіопська, Asio abyssinicus
- Сова болотяна, Asio flammeus

## Дрімлюгоподібні(Caprimulgiformes)
Родина: Дрімлюгові (Caprimulgidae)
- Дрімлюга звичайний, Caprimulgus europaeus
- Дрімлюга танзанійський, Caprimulgus fraenatus
- Дрімлюга буланий, Caprimulgus aegyptius
- Дрімлюга нубійський, Caprimulgus nubicus
- Дрімлюга блідий, Caprimulgus inornatus
- Дрімлюга польовий, Caprimulgus climacurus
- Дрімлюга-прапорокрил камерунський, Caprimulgus longipennis

## Серпокрильцеві(Apodiformes)
Родина: Серпокрильцеві (Apodidae)
- Серпокрилець пальмовий, Cypsiurus parvus
- Серпокрилець білочеревий, Apus melba
- Серпокрилець еритрейський, Apus aequatorialis
- Серпокрилець чорний, Apus apus
- Серпокрилець бурий, Apus niansae
- Серпокрилець малий, Apus affinis
- Серпокрилець білогузий, Apus caffer

## Чепігоподібні(Coliiformes)
Родина: Чепігові (Coliidae)
- Чепіга бурокрила, Colius striatus
- Паяро синьошиїй, Urocolius macrourus

## Трогоноподібні(Trogoniformes)
Родина: Трогонові (Trogonidae)
- Трогон зелений, Apaloderma narina

## Сиворакшоподібні(Coraciiformes)
Родина: Рибалочкові (Alcedinidae)
- Рибалочка кобальтовий, Alcedo semitorquata
- Рибалочка діадемовий, Corythornis cristatus
- Рибалочка-крихітка синьоголовий, Ispidina picta
- Альціон сіроголовий, Halcyon leucocephala
- Альціон сенегальський, Halcyon senegalensis
- Альціон малий, Halcyon chelicuti
- Альціон білошиїй, Todiamphus chloris
- Рибалочка-чубань африканський, Megaceryle maximus
- Рибалочка строкатий, Ceryle rudis

Родина: Бджолоїдкові (Meropidae)
- Бджолоїдка карликова, Merops pusillus
- Бджолоїдка синьовола, Merops variegatus
- Бджолоїдка білогорла, Merops albicollis
- Бджолоїдка мала, Merops orientalis
- Бджолоїдка зелена, Merops persicus
- Бджолоїдка звичайна, Merops apiaster
- Бджолоїдка малинова, Merops nubicus

Родина: Сиворакшові (Coraciidae)
- Сиворакша євразійська, Coracias garrulus
- Сиворакша абісинська, Coracias abyssinica
- Сиворакша рожевовола, Coracias caudata
- Сиворакша білоброва, Coracias naevia
- Широкорот африканський, Eurystomus glaucurus

## Bucerotiformes
Родина: Одудові (Upupidae)
- Одуд, Upupa epops

Родина: Слотнякові (Phoeniculidae)
- Слотняк ефіопський, Phoeniculus somaliensis
- Ірисор чорний, Rhinopomastus aterrimus

Родина: Птахи-носороги (Bucerotidae)
- Токо червонодзьобий, Tockus erythrorhynchus
- Токо жовтодзьобий, Tockus flavirostris
- Токо ефіопський, Lophoceros hemprichii
- Токо плямистодзьобий, Lophoceros nasutus
- Калао сріблястощокий, Bycanistes brevis

Родина: Кромкачні (Bucorvidae)
- Кромкач абісинський, Bucorvus abyssinicus

## Дятлоподібні(Piciformes)
Родина: Лібійні (Lybiidae)
- Барбіон червонолобий, Pogoniulus pusillus
- Лібія-зубодзьоб мала, Tricholaema melanocephala
- Лібія червонолоба, Lybius undatus
- Лібія світлокрила, Lybius vieilloti
- Лібія чорнодзьоба, Lybius guifsobalito
- Барбудо жовтогорлий, Trachyphonus margaritatus

Родина: Воскоїдові (Indicatoridae)
- Воскоїд великий, Indicator indicator
- Воскоїд малий, Indicator minor

Родина: Дятлові (Picidae)
- Крутиголовка звичайна, Jynx torquilla
- Дятлик нубійський, Campethera nubica
- Дятлик зеленокрилий, Campethera cailliautii
- Дятел абісинський, Dendropicos abyssinicus
- Дятел сірощокий, Dendropicos fuscescens
- Дятел сірошиїй, Dendropicos goertae
- Дятел бурокрилий, Dendropicos obsoletus

## Горобцеподібні(Passeriformes)
Родина: Жайворонкові (Alaudidae)
- Фірлюк чагарниковий, Mirafra cantillans
- Жервінчик білощокий, Eremopterix leucotis
- Жервінчик білолобий, Eremopterix nigriceps
- Жайворонок пустельний, Ammomanes deserti
- Пікір великий, Alaemon alaudipes
- Жайворонок двоплямистий, Melanocorypha bimaculata
- Жайворонок малий, Calandrella brachydactyla
- Жайворонок ефіопський, Calandrella blanfordi
- Calandrella cinerea
- Посмітюха звичайна, Galerida cristata
- Посмітюха короткопала, Galerida theklae

Родина: Ластівкові (Hirundinidae)
- Ластівка берегова, Riparia riparia
- Ластівка мала, Riparia paludicola
- Riparia cincta
- Ластівка скельна, Ptyonoprogne rupestris (A)
- Ластівка афро-азійська, Ptyonoprogne fuligula
- Ластівка сільська, Hirundo rustica
- Ластівка ефіопська, Hirundo aethiopica
- Ластівка ниткохвоста, Hirundo smithii
- Ластівка даурська, Cecropis daurica
- Ластівка абісинська, Cecropis abyssinica
- Ластівка міська, Delichon urbicum
- Жалібничка білоплеча, Psalidoprocne pristoptera'

Родина: Плискові (Motacillidae)
- Плиска ефіопська, Motacilla clara (A)
- Плиска біла, Motacilla alba
- Плиска строката, Motacilla aguimp
- Плиска жовта, Motacilla flava
- Плиска гірська, Motacilla cinerea
- Щеврик-велет, Anthus leucophrys
- Щеврик рудий, Anthus cinnamomeus
- Щеврик польовий, Anthus campestris
- Щеврик довгодзьобий, Anthus similis
- Щеврик лісовий, Anthus trivialis
- Щеврик червоногрудий, Anthus cervinus

Родина: Личинкоїдові (Campephagidae)
- Личинкоїд червоноплечий, Campephaga phoenicea

Родина: Бюльбюлеві (Pycnonotidae)
- Бюльбюль темноголовий, Pycnonotus barbatus

Родина: Омельгушкові (Hypocoliidae)
- Омельгушка, Hypocolius ampelinus

Родина: Дроздові (Turdidae)
- Дрізд-землекоп, Turdus litsitsirupa
- Дрізд абісинський, Turdus abyssinicus
- Дрізд африканський, Turdus pelios
- Дрізд співочий, Turdus philomelos

Родина: Тамікові (Cisticolidae)
- Таміка співоча, Cisticola cantans
- Таміка боранська, Cisticola bodessa
- Таміка червоноголова, Cisticola ruficeps
- Таміка східна, Cisticola lugubris
- Таміка-товстун, Cisticola robustus
- Таміка строката, Cisticola natalensis
- Таміка саванова, Cisticola brachypterus
- Таміка віялохвоста, Cisticola juncidis
- Таміка пустельна, Cisticola aridulus
- Таміка рудошия, Cisticola eximius
- Таміка світлоголова, Cisticola brunnescens
- Принія афро-азійська, Prinia gracilis
- Принія африканська, Prinia subflava
- Принія пустельна, Prinia rufifrons
- Принія мала, Spiloptila clamans
- Акаційовик, Phyllolais pulchella
- Жовтобрюшка світлоброва, Eremomela icteropygialis
- Жовтобрюшка маскова, Eremomela canescens

Родина: Macrosphenidae
- Кромбек північний, Sylvietta brachyura

Родина: Кобилочкові (Locustellidae)
- Кобилочка солов'їна, Locustella luscinioides

Родина: Очеретянкові (Acrocephalidae)
- Очеретянка лучна, Acrocephalus schoenobaenus
- Очеретянка ставкова, Acrocephalus scirpaceus
- Очеретянка африканська, Acrocephalus baeticatus
- Очеретянка велика, Acrocephalus arundinaceus
- Очеретянка південна, Acrocephalus stentoreus
- Очеретянка ірацька, Acrocephalus griseldis
- Берестянка бліда, Iduna pallida
- Берестянка пустельна, Hippolais languida
- Берестянка оливкова, Hippolais olivetorum
- Берестянка звичайна, Hippolais icterina

Родина: Вівчарикові (Phylloscopidae)
- Вівчарик брунатний, Phylloscopus umbrovirens
- Вівчарик весняний, Phylloscopus trochilus
- Вівчарик-ковалик, Phylloscopus collybita
- Вівчарик світлочеревий, Phylloscopus bonelli

Родина: Кропив'янкові (Sylviidae)
- Кропив'янка чорноголова, Sylvia atricapilla
- Кропив'янка садова, Sylvia borin
- Кропив'янка сіра, Sylvia communis
- Кропив'янка прудка, Sylvia curruca
- Кропив'янка пустельна, Sylvia nana
- Кропив'янка рябогруда, Sylvia nisoria
- Кропив'янка товстодзьоба, Curruca crassirostris
- Кропив'янка аравійська, Curruca leucomelaena
- Кропив'янка Рюпеля, Curruca ruppeli
- Кропив'янка біловуса, Curruca mystacea

Родина: Мухоловкові (Muscicapidae)
- Камінчак білокрилий, Monticola semirufus
- Скеляр строкатий, Monticola saxatilis
- Скеляр малий, Monticola rufocinereus
- Скеляр синій, Monticola solitarius
- Мухарка бліда, Melaenornis pallidus
- Мухарка брунатна, Melaenornis chocolatinus
- Мухарка чорна, Melaenornis edolioides
- Мухоловка сіра, Muscicapa striata
- Мухоловка темна, Muscicapa adusta
- Мухоловка кавказька, Ficedula semitorquata
- Соловейко східний, Luscinia luscinia
- Соловейко західний, Luscinia megarhynchos
- Синьошийка, Luscinia svecica
- Соловейко білогорлий, Irania gutturalis
- Золотокіс рудочеревий, Cossypha semirufa
- Соловейко рудохвостий, Cercotrichas galactotes
- Альзакола чорна, Cercotrichas podobe
- Горихвістка чорна, Phoenicurus ochruros
- Горихвістка звичайна, Phoenicurus phoenicurus
- Трав'янка лучна, Saxicola rubetra
- Saxicola maurus (A)
- Saxicola torquatus
- Трактрак темний, Pinarochroa sordida
- Oenanthe leucopyga(інші мови)
- Oenanthe lugubris(інші мови)
- Oenanthe lugens(інші мови)
- Кам'янка лиса, Oenanthe pleschanka
- Кам'янка строката, Oenanthe melanoleuca
- Oenanthe xanthoprymna(інші мови)
- Кам'янка пустельна, Oenanthe deserti
- Кам'янка попеляста, Oenanthe isabellina
- Кам'янка рудовола, Oenanthe bottae
- Кам'янка брунатна, Oenanthe heuglinii (A)
- Oenanthe familiaris(інші мови)
- Oenanthe scotocerca(інші мови)
- Oenanthe melanura(інші мови)
- Смолярик білолобий, Oenanthe albifrons
- Смолярик еритрейський, Myrmecocichla melaena
- Камінчак рудочеревий, Thamnolaea cinnamomeiventris

Родина: Прирітникові (Platysteiridae)
- Приріт акацієвий, Batis orientalis
- Приріт західний, Batis erlangeri

Родина: Монархові (Monarchidae)
- Монарх-довгохвіст африканський, Terpsiphone viridis

Родина: Leiothrichidae
- Кратеропа сахарська, Argya fulva
- Кратеропа білогуза, Turdoides leucopygia
- Кратеропа білоголова, Turdoides leucocephala

Родина: Синицеві (Paridae)
- Синиця африканська, Melaniparus leucomelas
- Синиця білоплеча, Melaniparus guineensis
- Синиця білоспинна, Melaniparus leuconotus

Родина: Ремезові (Remizidae)
- Ремез сахелевий, Anthoscopus punctifrons

Родина: Нектаркові (Nectariniidae)
- Саїманга довгохвоста, Hedydipna metallica
- Нектарець червоноволий, Chalcomitra senegalensis
- Нектарка золотоголова, Nectarinia tacazze
- Маріка-ельф, Cinnyris pulchellus
- Маріка чорнокрила, Cinnyris mariquensis
- Маріка блискотлива, Cinnyris habessinicus
- Маріка різнобарвна, Cinnyris venustus

Родина: Окулярникові (Zosteropidae)
- Окулярник сенегальський, Zosterops senegalensis
- Окулярник мінливобарвний, Zosterops poliogastrus
- Окулярник абісинський, Zosterops abyssinicus

Родина: Вивільгові (Oriolidae)
- Вивільга звичайна, Oriolus oriolus
- Вивільга ефіопська, Oriolus monacha

Родина: Сорокопудові (Laniidae)
- Сорокопуд терновий, Lanius collurio
- Сорокопуд рудохвостий, Lanius isabellinus
- Lanius phoenicuroides(інші мови)
- Сорокопуд сірий, Lanius excubitor
- Сорокопуд чорнолобий, Lanius minor
- Lanius humeralis(інші мови)
- Сорокопуд білолобий, Lanius nubicus
- Сорокопуд червоноголовий, Lanius senator

Родина: Гладіаторові (Malaconotidae)
- Брубру, Nilaus afer
- Кубла північна, Dryoscopus gambensis
- Чагра велика, Tchagra senegala
- Гонолек строкатоголовий, Laniarius ruficeps
- Гонолек чагарниковий, Laniarius aethiopicus
- Гонолек жовтоокий, Laniarius erythrogaster
- Чагра червоногорла, Rhodophoneus cruentus
- Гладіатор сіроголовий, Malaconotus blanchoti

Родина: Вангові (Vangidae)
- Багадаїс білочубий, Prionops plumatus

Родина: Дронгові (Dicruridae)
- Дронго вилохвостий, Dicrurus adsimilis

Родина: Воронові (Corvidae)
- Ворона індійська, Corvus splendens
- Ворона капська, Corvus capensis
- Крук строкатий, Corvus albus
- Крук пустельний, Corvus ruficollis
- Крук еритрейський, Corvus edithae
- Крук короткохвостий, Corvus rhipidurus
- Крук ефіопський, Corvus crassirostris

Родина: Ґедзеїдові (Buphagidae)
- Ґедзеїд червонодзьобий, Buphagus erythrorynchus
- Ґедзеїд жовтодзьобий, Buphagus africanus

Родина: Шпакові (Sturnidae)
- Шпак жовтоголовий, Creatophora cinerea
- Мерл зелений, Lamprotornis chalybaeus
- Мерл синьощокий, Lamprotornis chloropterus
- Мерл бронзовоголовий, Lamprotornis purpuroptera
- Мерл рудочеревий, Lamprotornis pulcher
- Шпак-куцохвіст аметистовий, Cinnyricinclus leucogaster
- Моріо рудокрилий, Onychognathus morio
- Моріо тонкодзьобий, Onychognathus tenuirostris
- Моріо сомалійський, Onychognathus blythii
- Моріо ефіопський, Onychognathus albirostris

Родина: Ткачикові (Ploceidae)
- Алекто білодзьобий, Bubalornis albirostris
- Магалі-вусань північний, Sporopipes frontalis
- Магалі рудоголовий, Plocepasser superciliosus
- Ткачик золотолобий, Ploceus baglafecht
- Ткачик малий, Ploceus luteolus
- Ткачик рудощокий, Ploceus galbula
- Ткачик великий, Ploceus cucullatus
- Ткачик чорноголовий, Ploceus melanocephalus
- Ткачик каштановий, Ploceus rubiginosus
- Квелія червонодзьоба, Quelea quelea
- Вайдаг червоний, Euplectes franciscanus
- Вайдаг жовтоплечий, Euplectes macroura
- Вайдаг великий, Euplectes ardens

Родина: Астрильдові (Estrildidae)
- Мельба строката, Pytilia melba
- Амарант червонодзьобий, Lagonosticta senegala
- Амарант рожевий, Lagonosticta rhodopareia
- Астрильд-метелик червонощокий, Uraeginthus bengalus
- Астрильд ефіопський, Coccopygia quartinia
- Астрильд червонокрилий, Estrilda rhodopyga
- Астрильд сірий, Estrilda troglodytes
- Луговик чорнощокий, Ortygospiza atricollis
- Сріблодзьоб чорногузий, Euodice cantans
- Амадина червоногорла, Amadina fasciata

Родина: Вдовичкові (Viduidae)
- Вдовичка червононога, Vidua chalybeata
- Вдовичка білочерева, Vidua macroura
- Вдовичка райська, Vidua paradisaea
- Вдовичка сахелева, Vidua orientalis

Родина: Вівсянкові (Emberizidae)
- Вівсянка сіра, Emberiza cineracea
- Вівсянка садова, Emberiza hortulana
- Вівсянка сивоголова, Emberiza caesia
- Вівсянка строкатоголова, Emberiza striolata
- Вівсянка каштанова, Emberiza tahapisi
- Вівсянка жовточерева, Emberiza flaviventris

Родина: В'юркові (Fringillidae)
- Serinus canicollis(інші мови)
- Serinus flavivertex(інші мови)
- Щедрик ефіопський, Serinus nigriceps
- Щедрик масковий, Crithagra citrinelloides
- Щедрик білогузий, Crithagra leucopygia
- Щедрик еритрейський, Crithagra xanthopygia
- Щедрик жовтолобий, Crithagra mozambica
- Щедрик бурогузий, Crithagra tristriata
- Щедрик строкатий, Crithagra striolata

Родина: Горобцеві (Passeridae)
- Горобець сіроголовий, Passer griseus
- Горобець сірий, Passer swainsonii
- Горобець жовтий, Passer luteus
- Горобець сахелевий, Gymnoris pyrgita
- Горобець малий, Gymnoris dentata
- Горобець короткопалий, Carpospiza brachydactyla